# Catherine Fabre
Pour les articles homonymes, voir Fabre.

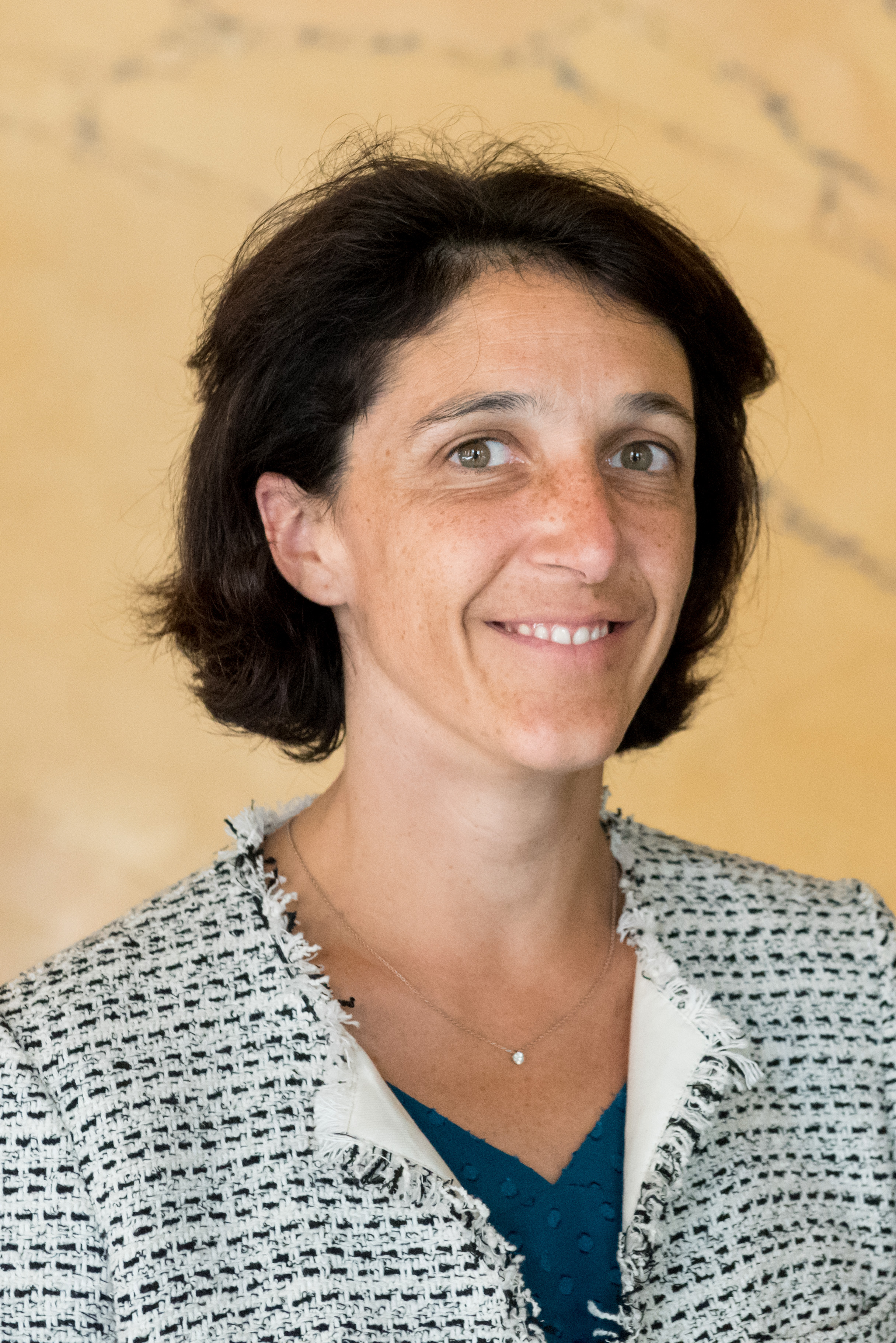
Catherine Fabre dans la salle des Quatre colonnes du palais Bourbon en 2017.

Catherine Fabre, née le 19 septembre 1978 à Toulouse (France), est une universitaire et femme politique française. Universitaire à l'Institut d'administration des entreprises (IAE) de Bordeaux, elle est spécialisée dans les transitions de carrière et les reconversions professionnelles.
Membre de La République en marche, elle est élue députée à l'Assemblée nationale de la deuxième circonscription de la Gironde en 2017 et n'est pas réélue en 2022.

## Biographie

### Jeunesse et études
Catherine Fabre est née à Toulouse en 1978. Après une classe préparatoire, elle intègre l'ENS de Paris-Saclay. Elle obtient par la suite l'agrégation d'économie et de gestion. Elle valide un DEA de Gestion des ressources humaines à l'université Paris I Panthéon Sorbonne en 2003.
En 2007, elle présente une thèse intitulée « Le rôle des relations avec le supérieur hiérarchique, les collègues de travail et l'organisation dans la socialisation organisationnelle des jeunes diplômés : une approche en termes d'échange social » à l'IAE de Toulouse.

### Parcours professionnel
Après s'être d’abord tournée vers le journalisme économique en tant que pigiste pour le magazine l’Expansion et pour les suppléments économie de Sud Ouest, elle s'oriente vers l’enseignement et la recherche[réf. souhaitée].
Maître de conférences à l'IAE Bordeaux, l'institut d'administration des entreprises rattaché à l'université de Bordeaux, elle y enseigne, en partenariat avec des praticiens, le management d’équipe et la communication interpersonnelle, à un niveau master, notamment en formation continue. Elle mène en parallèle, au sein de son équipe de recherche, des travaux portant sur les transitions de carrière et la reconversion professionnelle.

### Députée de 2017 à 2022
Son premier engagement en politique date de 2016, quand elle rejoint le mouvement En marche ! d'Emmanuel Macron ; elle est la cofondatrice de ce mouvement en Gironde. Elle se présente aux élections législatives de juin 2017, sous l'étiquette de La République en marche !. Elle fait partie de la vague de députés "En marche" élus dans la foulée de l'élection présidentielle. En tête au premier tour avec 39,8 % des voix, elle est élue le 18 juin avec 63,8 % des voix, contre Anne Walryck candidate des Républicains, lors d'un second tour où l'abstention s'établit à 61.9% des inscrits ,.
D'octobre 2019 à janvier 2020, elle est chargée d’animer la réforme des retraites auprès des députés de La République en marche ! et également ambassadrice de la réforme sur le terrain. Elle organise à Bordeaux dans sa circonscription un débat ouvert à tous sur cette réforme. Elle est choisie en janvier 2020 par le groupe En Marche pour être responsable de texte de la réforme du système de retraite pour son groupe parlementaire à l’Assemblée nationale. Face à la mobilisation sociale contre ce projet, elle conserve ses positions. Chahutée lors de ses vœux, elle annonce porter plainte après des dégradations sur sa permanence parlementaire.
Parallèlement, lors des élections municipales à la mairie de Bordeaux en 2020, elle participe à ce scrutin en se présentant en quatrième position sur la liste du « marcheur » Thomas Cazenave, qui arrive en troisième position avec 12,7 % des voix. Pour le second tour, Catherine Fabre suit Cazenave dans sa fusion avec la liste de droite. Cette alliance part favorite, mais elle est devancée par la liste « Hurmic » et n'obtient que 14 sièges. Placée quatorzième de la liste de droite, Catherine Fabre est élue conseillère municipale d'opposition.
En février 2021, Catherine Fabre est nommée coresponsable de texte pour le groupe LREM à l'Assemblée nationale sur la proposition de loi pour renforcer la prévention en santé au travail[réf. souhaitée].
Défendant son bilan, elle est candidate à sa succession aux législatives de juin 2022. Elle se qualifie pour le second tour contre un écologiste de la NUPES. Largement distancée, elle centre sa campagne de l'entre-deux-tours sur son opposition à la NUPES et appelle dans sa profession de foi « à la mobilisation de tous et au rassemblement pour faire barrage à l’extrême gauche ». Elle reçoit le soutien de l'ancien maire LR de Bordeaux Nicolas Florian. Mais, cela ne suffit pas à combler son retard et elle perd son duel face à Nicolas Thierry.

### Suite de son engagement politique après son mandat de député
En octobre 2022, Catherine Fabre se présente sur le canton de Bordeaux 3 (Caudéran et Saint Augustin) pour Renaissance lors d'une élection partielle. Après un premier tour où elle se qualifie devant les binômes de gauche et RN, elle échoue au second face aux candidats LR sortants.

## Mandats
- De juin 2017 à 2022 : députée à l'Assemblée nationale
- Depuis 2020 : conseillère municipale d'opposition à Bordeaux

## Ouvrages
- Les pratiques participatives de RSE sont-elles si faciles à gérer ? Une analyse par le contrat psychologique, avec Anne-Laure Gatignon-Turnau, Toulouse, Laboratoire interdisciplinaire de recherche sur les ressources humaines et l'emploi, Université des sciences sociales de Toulouse, 2005.
- Critique et contribution à la mesure de la socialisation organisationnelle en recherche de gestion, Toulouse, Laboratoire interdisciplinaire de recherche sur les ressources humaines et l'emploi, Université des sciences sociales de Toulouse, 2005.
- Le rôle des relations avec le supérieur hiérarchique, les collègues de travail et l'organisation dans la socialisation organisationnelle des jeunes diplômés : une approche en termes d'échange social, 2007, thèse de doctorat, Université Toulouse 1 Capitole.